# Desmanthus balsensis
Desmanthus balsensis är en ärtväxtart som beskrevs av J.L.Contr. Desmanthus balsensis ingår i släktet Desmanthus och familjen ärtväxter. Inga underarter finns listade i Catalogue of Life.